# Hegyhátsál
Hegyhátsál est un village de Hongrie, situé dans le département de Vas. Lors du recensement de 2001, il y avait 171 habitants.